# Tim Pope
Timothy Michael Pope (nacido el 12 de febrero de 1956 en Hackney, Londres, Inglaterra) es un director de vídeos musicales famoso por haber dirigido la mayor parte de los videoclips del grupo musical The Cure. Además, ha dirigido vídeos musicales para artistas como Siouxsie and the Banshees, Soft Cell, Queen, David Bowie, Neil Young entre otros.

## Inicios de su carrera

### Años de estudiante
Tim Pope se crio en el norte barrio londinense de Enfield. Sus padres eran banqueros y tiene una hermana llamada Amanda. Pope siempre supo que quería hacer películas. Asistió a la escuela primaria de San Andrés, Cecil Road, Enfield, y luego fue a un internado de St. Andrew Primary School en Otford, Kent para después asistir a la escuela secundaria de Latymer, Haselbury Road. En Latymer participó en los primeros estudios de cine. Para lograr este objetivo, comenzó a asistir a clases de cine los sábados por la mañana en el Hornsey College of Art. Aquí fue capaz de experimentar libremente con las cámaras en donde pasó mucho tiempo fotografiando diversos acontecimientos. 
Asistió al Ravensbourne College of Art & Design, Bromley donde Pope logró las calificaciones más altas del curso con una creación original basada en la canción «I'm the Slime» de Frank Zappa.
Cuando Pope salió de la Universidad, dos años más tarde, se encontró sin empleo y tras un período de trabajo para el banco Williams & Glynn, consiguió su primer trabajo con HyVision, una empresa en Covent Garden relacionada con las apariciones de los políticos en televisión. Una de las muchas personas que trabajaban con él fue el entonces ministro de Hacienda, Denis Healey. Pope dejó el 10 de Downing Street para ir a filmar a la banda de ska, The Specials, que más tarde serían un de los muchos clientes de Pope.
Todavía en HyVision, en 1979, Pope se reunió Alex McDowell, con quien corrió suerte en Rocking Russian, una empresa dedicada a diseñar camisetas y portadas de discos desde en Berwick Street, cuya escalera fue compartida con una prostituta de sadomasoquismo. Alex había diseñado la portada del álbum de Iggy Pop, Soldier y Pope era un gran fan de Iggy Pop (más tarde Pope se convirtió en un amigo cercano al cantante y trabajó con él muchas veces). El dúo pasó a formar una relación muy exitosa y duradera con McDowell como diseñador de producción y Pope como director. Después, McDowell emigró a Estados Unidos a mediados de la década de 1980 para convertirse en diseñador de producción de películas para directores como Steven Spielberg y Tim Burton.
Por esta época, los vídeos musicales empezaban a hacerse más frecuentemente entre directores como Russell Mulcahy (Duran Duran), David Mallet (David Bowie) y Brian Grant (Olivia Newton-John). Pope decidió seguir esta nueva tendencia. Sus primeros intentos fueron rodados en Carnaby Street y en los túneles subterráneos de Putney Bridge para el sencillo «Cut Out the Real» de Jo Broadbery and the Standouts que nunca vio la luz. 

### Primeros vídeos para Soft Cell
Después de lanzar sin éxito algunos vídeos, Pope finalmente fue contratado para hacer el primer vídeo de la canción de Soft Cell, «Bedsitter». El vídeo empezaba a tener marcas propias del estilo Pope. Contó con el cantante de la banda, Marc Almond vistiendo camisas a juego con las paredes detrás de él. En muchos aspectos, se considera que este vídeo de Pope posee todas sus características: individualidad, progresión lineal en términos de historia y una ligera sensación psicodélica. Pope tiene muchos nombres para diferentes géneros de vídeos, y este tipo son los que él llama de narrativa/atmosférica. Ha dado conferencias en todo el mundo sobre el tema, incluyendo el National Film Theatre de Londres.
Hubo más vídeos con Soft Cell, como el de «Say Hello Wave Goodbye» y un álbum completo de vídeos para el disco Non-stop Erotic Cabaret, que incluyó el polémico «Sex Dwarf». El videoclip contó con un grupo de prostitutas reales, un proxeneta, un médico en prácticas con pantalones de cuero y un puñado de gusanos que Pope tiró durante el rodaje de la canción, causando un alboroto cuando las prostitutas huyeron del estudio. El vídeo fue requisado por el equipo de pornografía de Scotland Yard pero devuelto poco tiempo después, ya que se dieron cuenta de que no había delitos acerca de los contenidos. El vídeo es considerado un clásico de culto, e incluso se prohibió en programas de televisión. Fue por este vídeo por el que Pope se ganó su temprana reputación de "chico malo".

### Vídeos para The Cure
En 1982, y con algo más de trayectoria a sus espaldas, Pope conoció al cantante de The Cure, Robert Smith y ello iba a cambiar la fórmula de los vídeos pops para siempre. Su trabajo juntos fue para demostrar que los directores podrían estar en constante innovación, sobre una base de línea de fábrica. Pope dirigió más de 37 vídeos para el grupo, así como muchas de sus más famosas canciones como «Let's Go to Bed» (1982), «Close to Me» (1985), «Just Like Heaven» (1987), «Friday I'm in Love» (1992) o «Wrong Number» (1997). También dirigió la película de 35 mm de The Cure: In orange que captura su actuación en el teatro del mismo nombre en el sur de Francia. 

### «I Want to be a Tree»
En 1985, Tim Pope grabó su propia canción con titulada «I Want to be a Tree», con sus respectivas caras B: «Elephants» y «The Double Crossing of Two-Faced Fred» (un poema coral que había escrito y actuado en Latymer, unos años antes). El sencillo es una pieza de coleccionista para muchos fanes de The Cure, y Pope fue su único colaborador temprano, aparte de su cartero, con quien habían grabado una canción llamada «I Dig You».
El vídeo de «I Want to be a Tree» lo logró grabar de una sola toma sin interrupción acumulando más de cuatro minutos de duración (fue la primera vez que esto se haya intentado en un vídeo pop). Pope también apoyó musicalmente a otra banda con la que trabajó largo tiempo, The Psychedelic Furs, en Hammersmith Odeon, el mismo escenario donde David Bowie había "retirado" a su personaje de ficción, Ziggy Stardust. Pope parodió a Bowie en referencia a su personaje como "Twiggy Sawdust" (un juego de palabras de la canción Tree). Este fue el punto culminante de la carrera de Tim Pope como estrella del pop. El sencillo alcanzó el número 137 en las listas británicas.

## Carrera en Estados Unidos

### Los vídeos con Neil Young
Tim Pope fue invitado por primera vez a Estados Unidos en 1983 por Neil Young, quien le pidió que grabara el vídeo de su canción «Wonderin'». Young personalmente lo llevó alrededor de Los Ángeles en una visita guiada para ver los lugares de interés con el coche que fue el que usaría para el famoso vídeo «Wonderin'», filmado con su peculiar aceleración, el estilo de velocidad hacia abajo. Pope grabó muchos más vídeos para Young hasta 1997. Dijo sobre la experiencia: "Pensé que muchos otros hubieran deseado ser invitados a América por un icono de pop y haber paseado en su coche con los motores y el flash."
También rodó muchos más vídeos en los EE. UU. para varias bandas como Hall & Oates, Iggy Pop y Wendy & Lisa, así como más bandas en el Reino Unido como The The, David Bowie, Strawberry Switchblade, Men Without Hats, Talk Talk, Paul Weller, Siouxsie and the Banshees y otros.
La carrera de Pope en comerciales comenzó en este momento y pronto logró cosechar una reputación a nivel mundial, atrayendo la atención de clientes en todo el mundo.

### The Groovy Fellers
En 1989, Pope filmó la serie de televisión The Groovy Fellers con el músico y famoso presentador de televisión, Jools Holland, sobre un marciano que aterriza a Inglaterra y dialoga con el presentador de televisión sobre las excentricidades de la vida propia del Reino Unido. La serie de televisión fue uno de los primeros en utilizar los miembros del público y también contó con David Steel, Michael Heseltine y Sir Patrick Moore.

### El 50.º aniversario de Bowie
En 1997, dirigió la celebración del 50 cumpleaños de David Bowie en el Madison Square Garden de Nueva York en colaboración con Bowie durante un largo período. El espectáculo contó con otros artistas, como su viejo amigo Robert Smith de The Cure, Billy Corgan, Frank Negro, Foo Fighters y Lou Reed.

## Tim Pope y el cine

### El cuervo: ciudad de ángeles
En 1991, Pope dirigió su primer corto Phone que lo llevó directamente a ser el candidato elegido por los hermanos Weinstein de Miramax para realizar El cuervo: ciudad de ángeles. Phone estuvo protagonizado por Bill Pullman junto con Linda Blair y Amanda Plummer. El corto ganó numerosos premios en todo el mundo, y este se basó en una broma telefónica de la vida real de Pope.
El cuervo: ciudad de ángeles (1996) puso a Pope y al diseñador de producción Alex McDowell juntos de nuevo y el dúo dio un aspecto y un sentimiento individual a la cinta. Alcanzó el número uno en las listas de películas americanas, aunque Pope se negó a hacer el comentario en el DVD. Argumentó que el estudio había manipulado demasiado su película.

### El último rey de Escocia
Pope se embarcó en la adaptación cinematográfica de la novela El último rey de Escocia escrito por Giles Foden, aunque abandonó el proyecto debido a las diferencias en los avances de la película, en particular, con el estudio que querían utilizar escritor Joe Penhall.

## Del 2000 hasta actualidad
Pope regresó a Londres y continuó con su carrera haciendo comerciales. En 2005, Pope recibió el premio por su trayectoria CADS por la industria de la música, y tras un prolongado período autoimpuesto de 12 años, volvió a hacer vídeos de nuevo, en colaboración con The Darkness, KT Tunstall, Kaiser Chiefs y Fatboy Slim. Se rumoreó que estaba trabajando de nuevo desde 2008 con The Cure en unas grabaciones en vivo y también que estaba a punto de hacer otra película, así como estar trabajando con su antiguo cliente, Neil Young en un concierto/película conceptual.

### Regreso con The Cure
En 2013, Pope se volvió a enrolar con The Cure para filmar su gira LatAm 2013 a través de América del Sur y México. Se espera una película de la gira que se publicará próximamente con material tanto dentro como fuera del escenario, a la antigua usanza de las películas de grupos de rock.
Actualmente, vive con su familia en Brighton, East Sussex.

## Videografía (incompleta)
- Altered Images — «Happy Birthday» (1981)
- Altered Images — «I Could Be Happy» (1981)
- Amanda Fucking Palmer — «The Killing Type» (2012)
- The Bangles — «Eternal Flame» (1988)
- Bow Wow Wow — «Do You Wanna Hold Me» (1983)
- Bryan Ferry — «Help Me» (1986)
- Bryan Ferry — «Is Your Love Strong Enough» (banda sonora de la película Legend) (1986)
- China Crisis — «Wishful Thinking» (1983)
- Frankmusik — «Better Off As Two» (2009)
- The Cars — «Magic» (1984)
- The Cure — «Close to Me» (1985)
- The Cure — «Close to Me» (versión de (1990)
- The Cure — «A Night Like This» (1985)
- The Cure — «Inbetween Days» (1985)
- The Cure — «Why Can't I Be You» (1987)
- The Cure — «Catch» (1987)
- The Cure — «Just Like Heaven» (1987)
- The Cure — «Hot Hot Hot!!!» (1987)
- The Cure — «Lullaby» (1989)
- The Cure — «Fascination Street» (1989)
- The Cure — «Pictures of You» (1990)
- The Cure — «Lovesong» (1989)
- The Cure — Show (concierto) (1993)
- The Cure — «Friday I'm in Love» (1992)
- The Cure — «High» (1992)
- The Cure — «Never Enough» (1992)
- The Cure — «The Walk» (1983)
- The Cure — «Let's Go to Bed» (1983)
- The Cure — «The Lovecats» (1983)
- The Cure — «Wrong Number» (1997)
- The Cure — «The Caterpillar» (1984)
- The Cure — «Cut Here» (2001)
- The Cure — «Just Say Yes» (2001)
- The Darkness — «One Way Ticket» (2005)
- The Darkness — «Is It Just Me?» (2005)
- The Darkness — «Girlfriend» (2005)
- Daryl Hall & John Oates — «Adult Education» (1984)
- David Bowie — «Time Will Crawl» (1987)
- Everything But The Girl — «When All's Well» (1985)
- Ian McCulloch — «Proud To Fall» (1989)
- James — «Sometimes» (1993)
- Josh Abrahams & Amiel Damon — «Addicted To Bass» (1998)
- Kaiser Chiefs — «Everyday I Love You Less and Less» (2005)
- Live — «I Alone (version 1: Slow Motion version)» (1994)
- Men Without Hats — «Safety Dance» (1983)
- Ned's Atomic Dustbin — «Not Sleeping Around» (1992)
- Neil Young — «Cry Cry Cry» (1983)
- Neil Young — «Wonderin'» (1983)
- The Nymphs — «Sad and Damned» (1991)
- Peter Murphy — «Sweetest Drop» (1992)
- Queen — «It's a Hard Life» (1983)
- Reverend and the Makers — «He Said He Loved Me» (2007)
- Roger Taylor — «Man of Fire» (1984)
- Seven Mary Three — «Make Up Your Mind» (2005)
- Siouxsie and the Banshees — «Dear Prudence» (1983)
- Siouxsie and the Banshees — «Swimming Horses» (1984)
- Siouxsie and the Banshees — «Dazzle» (1984)
- Siouxsie and the Banshees — «Cities In Dust» (2006)
- Soft Cell — «Bedsitter» (1982)
- Soft Cell — «Say Hello Wave Goodbye» (1982)
- Soft Cell — «Sex Dwarf» (1982)
- Talk Talk — «It's My Life» (1984)
- Talk Talk — «Such a Shame» (1984)
- Talk Talk — «Dum Dum Girl» (1984)
- Talk Talk — «Life's What You Make It» (1986)
- Talk Talk — «Living In Another World» (1986)
- Talk Talk — «I Believe In You» (1988)
- The The — «Gravitate To Me» (1989)

## Filmografía
- El cuervo: ciudad de ángeles (1996)